# Oca arrosto
L'oca arrosto è una preparazione gastronomica tradizionale italiana.

## Descrizione
L'oca è un grande uccello che appartiene alla famiglia degli anseriformi, che può raggiungere una lunghezza fino ai 90 cm. Ci sono diverse specie tra le quali ricordiamo quella selvatica e quella domestica. L'oca selvatica, caratterizzata dall'avere un piumaggio bruno grigiastro o giallastro, vive nel nord Europa ed Asia e di inverno raggiunge le nostre coste, in particolar modo le zone paludose e le foci dei fiumi. Nel corso degli anni le migrazioni sono quasi cessate. L'oca domestica e quella maggiormente utilizzata da molti anni, in particolar modo quella con piumaggio bianco. L'oca nelle case contadine marchigiane viene allevata, poi viene sacrificata tradizionalmente per il pranzo della battitura.   
La carne dell'oca è ben digeribile, perché quando è giovane è priva di connettivo e il suo grasso è fra i migliori che si possano impiegare in cucina. Veniva persino considerata un animale prezioso presso gli antichi Egizi per le sue carni, il suo fegato, il suo grasso e le sue piume.    

## Festività
- La festa dell'oca di Ostra Vetere, che si tiene tra la fine di luglio e gli inizi di agosto, costituisce un modo per avvicinarsi all'antica tradizione agricola marchigiana.  In occasione della ricorrenza, il paese in provincia di Ancona ricorda il proprio passato d'inizio Novecento, quando il lavoro nei campi rappresentava ancora la principale fonte di sostentamento della comunità. L'oca rappresenta l'ingrediente principale di tutti i piatti offerti, tra cui in particolare tagliatelle al sugo d'oca, oca al forno con patate e crescia al forno con rosmarino e cipolla.

## Ingredienti
Dosi per 6 persone. Tempo occorrente: 40 minuti. Ingredienti:
- 1 oca da 3 Kg circa
- 80 g di olio d'oliva
- 1 rametto di rosmarino e alcune foglie di salvia
- 1 carota
- 1 cipolla
- 1 costa di sedano
- 1 bicchiere di vino bianco secco
- sale e pepe